# Eragon (игра)
Eragon — компьютерная игра в жанре action/adventure, основанная на одноимённых книге и фильме. Она была выпущена Vivendi Games 17 ноября 2006 года. В игру, разработанную Stormfront Studios, можно играть на Xbox 360, PlayStation 2, Xbox и PC. Кроме того, существуют уникальные версии для Game Boy Advance, Nintendo DS и PlayStation Portable, разработанные Amaze Entertainment.

## История создания и обзор
18 апреля 2006 Vivendi Universal Games объявила, что они должны опубликовать видеоигру Эрагон по фильму, продукт был выпущен в декабре того же года. Он должен был появиться на большинстве основных игровых платформ (PlayStation 2, Xbox, Xbox 360, Game Boy Advance, DS, PSP и PC). Консольные версии должны были быть разработаны Stormfront Studios, которая ранее работала над адаптацией игры Властелин колец. Две башни Amaze Entertainment, который ранее работал над созданием игр Пираты Карибского моря и Лесная братва, развил портативную версию. Версия для GameCube была запланирована, но позже она была отменена. В тот же день Vivendi объявила, что первый возможный шанс увидеть игру будет на выставке «Electronic Entertainment» в мае 2006 года. 11 мая 2006 года сайт Yahoo подтвердил, что игра была в разработке с начала подготовки к производству фильма.
Игра была предварительно представлена на Comic-Con 2006, где публика смогла сыграть только один уровень «мост Daret». Враги полностью состояли из Urgals, и игрок должен был преодолеть несколько препятствий с помощью магии и Сапфиры. На Comic-Con, Кристофер Паолини сыграл и на других уровнях, таких как «Spine Mountains». Игра была также показана в 2006 году на Games Convention в Лейпциге, Германия. Актриса Сиенна Гиллори, которая играет эльфийскую принцессу Арью в фильме, лично выступила на стенде Vivendi, чтобы продвинуть игру. В октябре 2006 года было объявлено, что актеры из фильма Эрагон будут работать на озвучивании в игре адаптации. В частности, Эдуард Speleers (играет главного героя), Сиенна Гиллори (Арья), Гаррет Хедлунд (Муртаг) и Роберт Карлайл (Дурза или Дарза) должны предоставлять свои голоса. Основную музыкальную тему для игры Эрагон был выпущен сайтом Shur’tugal.com 2 ноября 2006 года. Запись Эммы Таунсенд и её песни «We can Fly Away» был также использован.
Консольные виды игры, помимо Xbox 360, схожи друг с другом, уделяя особое внимание той же технике. PC версия похожа на нынешнее поколение консолей. Тем не менее, издание Xbox 360 включает в себе два эксклюзивных вида передвижения: одно пешком, а другое на спине Сапфиры. Также был введен новый тип врага, знакомый тем, кто читал книгу: Кулл.
Портативные игры не похожи друг на друга. Игра для Game Boy будет сосредоточена на ролевой механике, игры PSP отдают предпочтение мультиплееру и воздушным уровням дракона. DS версия использует сенсорный экран в системы битвы, а также позволяет пользователю остановить время для создания заклинания. Есть семь типов магических атак в версии DS.

## Игровой процесс
Игроки будут участвовать в интенсивных боях с использованием комбо и магии, в том числе многочисленных атак, уворотов и контрнаступлений. Интерес усиливают восхитительными полётами на драконе и драконьими атаками. Фанаты также могут делить приключение на двоих, это даже увеличивает силу нападения и бонусы.
Большую часть игры занимает вид от третьего лица, бои в стиле Hack and slash, передвижение, как правило, пешком (за редким исключением, когда игрок проходит уровень за Сапфиру). В начале игры можно использовать четыре «комбо» атак. Кроме того, может использоваться четыре основных магических атаки: магия тяни / толкай (Thrysta Vindr), магический щит (Skölir), и магия огня (Brisingr). Эти четыре атаки могут быть использованы по-разному (например, Brisingr поджигает стрелы, направляет горящие копья из корзин). На PC и консольных версиях (за исключением версии для Xbox 360) имеется шестнадцать уровней.
Некоторые миссии позволяют использовать дракона Сапфиру в бою. Механика игры в рамках этих уровнях во многом похожа на уровни на земле, за исключением несколько различных движений атак (например, хвост). На таких уровнях герой сидит на спине Сапфиры и может стрелять магическими стрелами. Кроме того, игрок не может использовать Сапфиру в наземных уровнях.
Существует многопользовательский кооперативный режим, который позволяет двум людям играть в основной сюжетной линии. Вполне возможно перейти от игры за одного игрока на игру за двух игроков в любое время. Нет кооператива через интернет.
На протяжении всей игры игрок может собирать летающие шары, которые позволяют ему получить специальную способность. Эрагон, Бром, Муртаг и Сапфира будут присутствовать в игре как игроки или как призраки.
Сбор всех яиц в игре даёт вам дополнительный бонус на уровне, где вы боретесь с солдатами и Ургалами в тронном зале Гальбаторикса.

## Оценки
| Сводный рейтинг    | Сводный рейтинг | Сводный рейтинг | Сводный рейтинг | Сводный рейтинг | Сводный рейтинг | Сводный рейтинг | Сводный рейтинг |
| Издание            | Оценка          | Оценка          | Оценка          | Оценка          | Оценка          | Оценка          | Оценка          |
| Издание            | DS              | GBA             | PC              | PS2             | PSP             | Xbox            | Xbox 360        |
| ------------------ | --------------- | --------------- | --------------- | --------------- | --------------- | --------------- | --------------- |
| GameRankings       | 66,94 %         | 67,62 %         | 49,59 %         | 51,28 %         | 62,14 %         | 52,02 %         | 50,27 %         |
| Metacritic         | 63/100          | 70/100          | 51/100          | 51/100          | 59/100          | 49/100          | 48/100          |
| Иноязычные издания |                 |                 |                 |                 |                 |                 |                 |
| Издание            | Оценка          | Оценка          | Оценка          | Оценка          | Оценка          | Оценка          | Оценка          |
| Издание            | DS              | GBA             | PC              | PS2             | PSP             | Xbox            | Xbox 360        |
| GameRevolution     | «D»             | N/A             | N/A             | «D+»            | «C+»            | N/A             | «D»             |
| GameSpot           | 6,4/10          | 6,9/10          | N/A             | N/A             | 6,3/10          | N/A             | 4,2/10          |
| GameSpy            | N/A             | [ 23 ]          | N/A             | [ 24 ]          | [ 25 ]          | [ 26 ]          | [ 27 ]          |
| GameZone           | 7,8/10          | 6,8/10          | 5,0/10          | 6,7/10          | 7,0/10          | 4,3/10          | 5,7/10          |
| IGN                | 7/10            | 7,5/10          | 4,6/10          | 4,7/10          | 6,4/10          | 4,7/10          | 4,7/10          |
| Pocket Gamer       | [ 42 ]          | N/A             | N/A             | N/A             | N/A             | N/A             | N/A             |

Согласно сайту-агрегатору Metacritic Eragon получила «смешанные отзывы» почти на всех платформах, кроме консолей от Microsoft, где она получила «в основном отрицательные отзывы».

## Комментарии и примечания

### Комментарии
1. ↑  Выпущена под торговой маркой Sierra Entertainment.